# Potez 56
Potez 56 a fost un avion de transport construit de firma Potez îm anii 1930. Primul zbor a avut loc la 18 iunie 1934.

## Descriere
Conceput de Louis Coroller, era un bimotor monoplan cu aripa jos și tren de aterizare escamotabil. Era echipat cu două motoare în stea Potez 9Ab de 185 CP fiecare. Putea transporta 6 pasageri cu viteza de 250 km/h pe distanțe de aproape 1000 km.

## Utilizare
S-au construit circa 30 de exemplare, majoritatea fiind utilizate de Air Afrique, Potez Aero Service și de compania LARES. LARES avea înmatriculate avioanele:
- varianta 560, în 1937: YR-NNA (fost F-ANNA), YR-NNB (fost F-ANNB), YR-NNC (fost F-ANNA), YR-OCA (fost F-AOCA), YR-OCA (fost F-AOCA), YR-OCC (fost F-AOCC), YR-OCD (inlocuitor al F-AOCD, prăbușit la 1 februarie 1936 cu Petre Ivanovici), care au aparținut SARTA, care s-a unit cu LARES;
- varianta 561,
  - în 1937: YR-OCB (fost F-AOCB), care a aparținut SARTA,
  - în 1938: YR-AFF, YR-AFG, YR-AFH, YR-AFI, YR-AFJ,
  - în 1939: YR-AFK, YR-AFL, YR-AFM

Prințul George Valentin Bibescu deținea avionul Potez 561 înregistrat YR-FAI, avion cu care a efectuat în 1935 împreună cu Gheorghe Bănciulescu o călătorie de explorare a traseelor de zbor în Africa centrală și cu care a participat în februarie 1937 la competiția International Circuit of the Oasis din Egipt.
Armata aerului din Franța (franceză L'Armée de l'air), deși și-a manisfestat interesul de a-l folosi ca bombardier ușor, datorită vitezei sale relativ mici l-a folosit ca avion de legătură și de observație.

## Variante
Potez 56
Prototip, un singur exemplar
Potez 560
Model civil de serie, 16 exemplare
Potez 561
Versiune de serie, îmbunătățită
Potez 565
Un exemplar echipat cu cârlig de apuntare pentru experiențe pe portavionul [[Béarn (portavion} |Béarn]]
Potez 566
Versiune militară de observație, echipată deasupra și dedesubt cu nacele pentru un observator, echipat cu motoare Potez 9E de 240 CP, 3 exemplare (uneori numite Potez 566 T.3)
Potez 567
Versiune navală pentru remorcare de ținte, 22 exemplare
Potez 568
Avion de școală pentru l'Armée de l'air, 26 exemplare (uneori numite Potez 568 P.3).

## Caracteristici Potez 560
Echipaj: 2 piloți
Pasageri: 6
Caracteristici tehnice:

- Lungime: 11,84 m
- Anvergură: 16,00 m
- Înălțime: 3,10 m
- Suprafață portantă: 33,00 m2
- Masă (gol): 1618 – 1910 kg, în funcție de echipare
- Masă (maximă): 2772 – 2980 kg
- Motor: 2 x Potez 9Ab de 185 CP (136 kW)

Performanțe:
- Viteză maximă: 275 km/k
- Viteză de croazieră: 240 km/h
- Timp de urcare la 2000 m: 12 min 29 s
- Plafon: 6000 m
- Autonomie: 650 km